# Linda Buthelezi
Innocent Linda Buthelezi (* 28. Juni 1969 in Johannesburg) ist ein ehemaliger südafrikanischer Fußballspieler.

## Karriere

### Verein
Buthelezi spielte professionell ab 1988 in seiner Geburtsstadt für Jomo Cosmos. Nach dem Gewinn des Nedbank Cups 1990 wechselte er zu den Kaizer Chiefs, mit denen er zweimal die südafrikanische Meisterschaft und einmal den Nedbank Cup gewann.
Im Dezember 1993 wechselte er in die Türkei zu Kardemir Karabükspor. Gleich in seinem ersten Spiel beim 1:3 gegen Sarıyer SK wurde er vom Platz gestellt. Bis Februar 1994 bestritt Buthelezi insgesamt sechs Spiele in der Süper Lig. Anschließend kehrte er nach Südafrika zurück, wo er sich den Orlando Pirates anschloss. Mit diesem Klub gewann er ebenfalls die Meisterschaft. Von 1995 bis 1998 spielte er für die Mamelodi Sundowns, mit denen er 1998 das Double aus Meisterschaft und Nedbank-Cup gewann. Im Jahr darauf ließ er einen weiteren Pokalsieg mit SuperSport United folgen und beendete danach seine Karriere.

### Nationalmannschaft
Zwischen 1994 und 1997 bestritt Buthelezi 27 Länderspiele für die südafrikanische Nationalmannschaft, in denen er ohne Torerfolg blieb.
Bei der Afrikameisterschaft 1996 im eigenen Land war Buthelezi Teil der Mannschaft, die erstmals den Titel des Afrikameisters für Südafrika gewann. Während des Turniers kam er mit Ausnahme des letzten Gruppenspiels gegen Ägypten in allen Partien zum Einsatz. Durch den Gewinn des Afrika-Cups war Südafrika für den FIFA-Konföderationen-Pokal 1997 qualifiziert. Für dieses Turnier wurde Buthelezi jedoch nicht berücksichtigt.

## Erfolge
- Südafrikanische Meisterschaft: 1991, 1992, 1994, 1998
- Nedbank Cup: 1990, 1992, 1998, 1999
- Afrika-Cup-Sieger: 1996